# Ibrahima Sory Bah
Ibrahima Sory Bah (* 1. Januar 1999 in Lüttich) ist ein momentan vereinsloser belgisch-guineischer Fußballspieler.

## Karriere

### Verein
Bah begann seine Karriere im Nachwuchs Standard Lüttich. Im Februar 2017 debütierte er für dessen Profis in der Jupiler Pro League, als er am 25. Spieltag der Saison 2016/17 gegen den KV Kortrijk in der 72. Minute für Benito Raman eingewechselt wurde. Dies blieb sein einziger Einsatz in jener Saison. Zur Saison 2017/18 wechselte er zum Ligakonkurrenten KV Ostende, bei dem er einen bis Juni 2020 laufenden Vertrag erhielt. Nachdem er dort nur bei einem einzigen Spiel auf dem Platz stand, wurde er Mitte August 2018 für die gerade begonnene Saison 2018/19 an RWD Molenbeek, der in der Ersten Division der Amateure spielt, verliehen. In der Saison 2019/20 musste Bah nach Ablauf dieser Leihe nach Ostende zurückkehren, gehörte aber bei keinem Spiel zum Tageskader. Ende November 2019 wechselte er daher zum Zweitligisten Royale Union Saint-Gilloise. Auch bei Saint Gilloise hatte Bah kaum Spieleinsätze. Insgesamt stand er bei 6 von 40 möglichen Ligaspielen und 1 von 5 möglichen Pokalspielen auf dem Platz und schoss dabei 3 Tore. Saint Gilloise schloss die Saison 2020/21 als Erster der Division 1B ab und stieg somit in die Division 1A auf. Nach Saisonende teilte der Verein mit, dass er den Vertrag mit Bah nicht verlängere. Nach kurzer Vereinslosigkeit schloss er sich dann Rayo Cantabria, der Reservemannschaft von Racing Santander, an. Doch auch beim spanischen Viertligisten wurde der Vertrag nach einer Saison nicht mehr verlängert und Sory Bah war bis zum März 2023 ohne Verein. Dann verpflichtete ihn bis zur Sommerpause der belgische Drittligist FC Rupel Boom und ab September spielte er vier Monate beim Ligarivalen KVV Thes Sport Tessenderlo. Seit Januar 2024 ist Bah nun erneut vereinslos.

### Nationalmannschaft
Der Stürmer bestritt von 2013 bis 2015 vier Testspiele für die belgische U-15-Nationalmannschaft und sechs Partien (2 Tore) für die U-16-Auswahl. Am 10. Oktober 2022 debütierte Sory Bah dann auch für die guineische A-Nationalmannschaft im Testspiel gegen Kap Verde. Beim 2:1-Sieg im Estádio Algarve von Faro spielt er über die kompletten 90 Minuten.